# Orthogeomys cuniculus
Orthogeomys cuniculus је врста глодара из породице гофера (лат. Geomyidae). 

## Распрострањење
Мексико је једино познато природно станиште врсте.

## Станиште
Врста Orthogeomys cuniculus има станиште на копну.

## Угроженост
Подаци о распрострањености ове врсте су недовољни.

### Популациони тренд
Популација ове врсте се смањује, судећи по расположивим подацима.